# Asócio Taronita

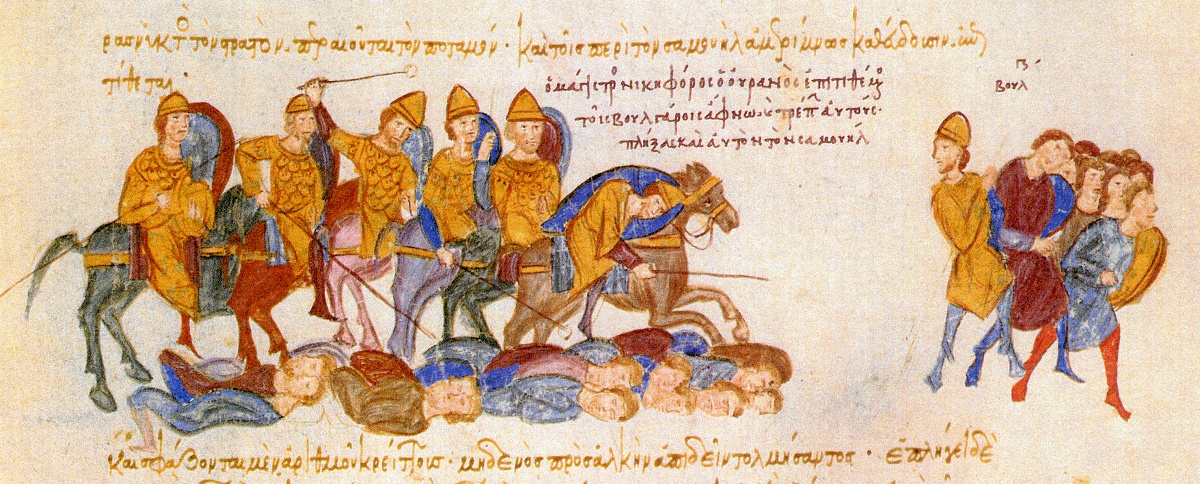
Nicéforo Urano perseguindo os búlgaros após a batalha de Esperqueu. Iluminura do Escilitzes de Madri

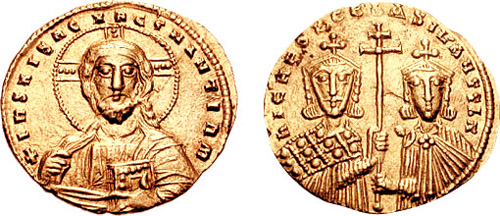
Histameno do imperador bizantino r. e seu afilhado r.

Asócio Taronita (em grego: Ασώτιος Ταρωνίτης; romaniz.: Asṓtios Taronítes; em armênio/arménio: Աշոտ; romaniz.: Ašot; fl. c. 995 - ca. 997/998) foi um nobre e oficial bizantino do século X, filho do general e duque de Salonica de origem armênia Gregório Taronita. Capturado pelos búlgaros em 995, ele foi libertado em 996 e casado com Miroslava, filho do imperador Samuel da Bulgária (r. 997–1014). Nomeado governador de Dirráquio por Samuel, ele e sua esposa fugiram para Constantinopla e deliberaram com o imperador Basílio II Bulgaróctono (r. 976–1025) para que Dirráquio fosse entregue aos bizantinos.

## Nome
Asócio (Asotius; Ασώτιος, Asṓtios) é a forma latina e grega do armênio Axote (Աշոտ, Ašot), cuja origem é desconhecida. Foi registrado em árabe como Axute (آشُوط, ʔāšūṭ) e em georgiano como Axote / Axoti (აშოტ(ი), Ašoṭ(i)).

## Biografia
Asócio foi o filho de Gregório Taronita. Gregório era um príncipe armênio da região de Taraunitis, no sul da Armênia. Quando seu pai, Asócio III, morreu em 967/968, Gregório e seu irmão cederam Taraunitis para o Império Bizantino em troca de extensos territórios e o título de patrício. Gregório foi para Constantinopla, onde casou-se e teve ao menos dois filhos, Asócio e Irene. Em 991, o imperador Basílio II Bulgaróctono (r. 976–1025) liderou uma campanha nos Bálcãs contra Samuel da Bulgária (r. 997–1014) e nomeou Gregório duque de Salonica. Asócio acompanhou seu pai à cidade.
Algum tempo depois dessa nomeação, Asócio foi capturado e Gregório morto pelos búlgaros numa emboscada próximo a Salonica. Segundo relatado, um grupo de ataque tinha se aproximado da cidade, e Gregório enviou Asócio com uma vanguarda para fazer contato e explorar. Ansioso, ele atacou-os e repeliu-os, mas foi pego em uma emboscada preparada e cercado com seus homens. Seu pai, marchando com a principal força bizantina, apressou-se para resgatá-lo, mas foi morto. A data exata desse evento é desconhecida. A cronologia do relato de João Escilitzes parece situá-lo em 996, enquanto as fontes armênias colocam-o em 991. A pesquisa recente tem sugerido uma data no mais tarde meados de 995, pois João Caldo é atestado como duque de Salonica mais tarde no mesmo ano.
Em 996, contudo, Samuel, após sua fuga da desastrosa batalha de Esperqueu (996), libertou Asócio e casou-o com sua filha Miroslava. Segundo João Escilitzes, a última tinha se apaixonado profundamente pelo cativo, e ameaçou matar-se se Samuel não permitisse o casamento. Samuel enviou o casal para Dirráquio, onde Asócio tornar-se-ia governador. Uma vez lá, ele estabeleceu contato com o governo bizantino, em conluio com o principal magnata local, João Crisélio, que ofereceu a rendição da cidade em trono da título para ele e seus filhos. Asócio e Miroslava fugiram para Constantinopla a bordo de uma navio militar bizantino, e logo lá, um esquadrão bizantino apareceu fora de Dirráquio sob Eustácio Dafnomeles, e a cidade retornou para controle bizantino.
Em Constantinopla, Basílio II nomeou Asócio magistro e sua esposa zoste patrícia. Nada mais se sabe sobre eles. A data desse episódio é incerta; é provavelmente datável logo após 997/998, segundo a narrativa de Escilitzes. É possível, contudo, que esse evento na verdade ocorreu tão tarde quanto 1018, no fim da guerra búlgara, uma vez que a cronologia de Escilitzes é frequentemente incerta; a cronica italiana de Lupo Protoespatário dá uma data completamente diferente à reconquista de Dirráquio, 1004/1005, e não menciona Asócio.